# Bernd Kolb
Bernd Kolb (* 21. November 1962 in Aalen) ist ein deutscher Unternehmer.

## Leben
Bernd Kolb wuchs in Aalen auf und gründete 1988 zusammen mit Jürgen Buschbaum die „ID-Werbeagentur“, aus der später die I-D Media AG hervorging. Für die Zigarettenmarke West entwickelte er 1993 das erste werbliche Internet-Portal in Deutschland (online 1994). Für das Reiseunternehmen TUI konzipierte Kolb die erste deutsche E-Commerce-Plattform (online 1995). 1998 erhielt Kolb von der SPD die Auszeichnung als Unternehmer des Jahres. 1999 führte er I-D Media an die Börse (Neuer Markt).
2005 verkaufte Kolb seine Anteile an I-D Media und wechselte als Vorstand für Innovation und Endgeräte zur Deutschen Telekom. 2000 wurde er nach dem Rücktritt von Wolfgang Keuntje als Vorstandsvorsitzender von T-Online gehandelt. Thomas Holtrop erhielt jedoch den Vorzug. Anfang 2007 verließ Kolb den Vorstand auf eigenen Wunsch.
In der historischen Altstadt Marrakeschs ließ Kolb ein 400 Jahre altes Riad zum Hotel AnaYela umbauen.
2008 gründete Bernd Kolb eine Unternehmensberatung mit Sitz in Berlin. Im Jahr 2010 gründete er gemeinsam mit seiner Frau den Club of Marrakesh, ein globales, interdisziplinäres Netzwerk. Kolb hält Vorträge zu globalen Herausforderungen. Die erste deutsche Ausgabe des US-amerikanischen Technologie-Magazins Wired zählte Kolb im Jahr 2011 zu den elf zukunftsweisenden deutschen Persönlichkeiten.
2019 eröffnete Kolb seine Foto-Ausstellung „Atman ist Brahman“ in Berlin.